# 無期徒刑
無期徒刑，也称为终身监禁（英語：Life imprisonment），是指被判刑在一定處所（別名為終身徒刑），而被永久剝奪自由的刑罰制度，是大部分國家地區刑度最重的自由刑，是對自由權的終身剝奪。部分國家沒有無期徒刑，例如葡萄牙。
而一部份的無期徒刑在符合規定的條件下，可通過假釋與特赦，使被判決者恢復自由與正常社會生活。

## 名称
不同地方對這種自由刑有不同的用詞以及定義，例如，漢字文化圈國家和地區的稱呼是：
| 國家或地區     | 漢字名稱                                           |
| 中华人民共和国 | 无期徒刑                                           |
| 香港特別行政區 | 終身監禁                                           |
| 澳門特別行政區 | 沒有終身監禁刑罰, 詳見下文有關澳門部份             |
| 中華民國       | 無期徒刑                                           |
| 日本           | 無期懲役（むきちょうえき）、無期禁錮（むききんこ） |
|                | 無期懲役（무기징역）、終身刑（종신형）             |
| 越南           | 囚終身（Tù chung thân）                            |
| 新加坡         | 终身监禁、囚终身                                   |
| 马来西亚       | 终身监禁                                           |

## 中国大陸
无期徒刑是中华人民共和国刑法第三十三条规定的五种主刑之一。刑法中，共有103处对无期徒刑做出相关规定。
无期徒刑同时剥夺政治权利终身，若获减刑则剥夺政治权利改为三年以上十年以下。（第五十七条）法定最高无期徒刑的罪名，则追诉期限为二十年。特殊情况延长的由最高人民检察院核准。（第八十七条第四款）
被判死缓后考验期满无故意犯罪的，即自动减为无期徒刑（或二十五年有期徒刑）。（第五十条）无期徒刑可以减刑，实际执行不少于十三年。若是由死刑缓期执行转为无期徒刑的，实际执行不少于二十五年（第七十八条）。实际执行期限由减刑裁定期计算（第八十条）。刑法七十八条规定了减刑的条件。被判处无期徒刑实际执行十三年以上，在一定条件下可以假释。累犯及其他重大暴力犯罪而无期徒刑的则不得假释（第八十一条）。无期徒刑的假释考验期为十年（第八十三条）。因贪污罪而判处死刑缓期，可由法院同时判处期满后终身监禁、不得减刑、假释。
2016年11月15日 ，最高法院发布了《关于办理减刑、假释案件具体应用法律的规定》，規定终身监禁的贪污、受贿罪犯不得再减刑假释。該规定于2017年1月1日起施行。

## 香港
早在1967年起，香港已跟隨英國停止執行死刑，所有在當時被判死刑的犯人，都會一律自動由英女王伊丽莎白二世或港督赦免死刑，改為終身監禁。所以實際上，自1967年起，終身監禁就是最高刑罰，1993年正式立法廢除死刑。此後，終身監禁亦為了保障犯人權益而被分為強制性及酌情性，酌情性的囚犯會在宣判時被定下最低服刑期，相等於「有期徒刑」。強制性的囚犯可以根據長期監禁刑罰复檢委員會的準則，每隔5年申請刑期覆核以爭取獲假釋的機會，但普遍還是要服刑至少20年後囚犯才有機會假釋，審核會根據囚犯在獄中的行為表現、是否有悔意、假釋後是否會繼續危害社會或會否導致社會的不安等因素，來確定是否批准假釋，如果不符合，可以將終身監禁囚犯監禁直至其死亡為止，且日後再申請假釋多數會被自動駁回（例如林過雲一案，由於社會普遍反對他假釋外出，故此他將不予假釋，而其後多次申請亦已被自動駁回）。
而香港的另一種刑罰——適用於精神病情不受控人士的無限期醫院令，若針對有罪判決而執行，亦基本上等同終身監禁，並指定於小欖精神病治療中心服刑；若病情受控，則轉往其他監獄繼續服刑。在假釋條件方面，較一般終身監禁更加嚴苛，原則上必須服刑最少25年（但以往亦有例外）、有監護人（必須是家屬）擔保及6名獄醫同時批准（若病人再次犯案，擔保人及負責醫生將會同時被控以作出虛假宣誓及違反《精神健康（監護）規例》罪行），並須先在精神病院監察2年，方可獲釋；無限期醫院令的判刑涵蓋的罪行是謀殺、誤殺以及嚴重傷人案件。

## 澳門
澳門早已跟隨前宗主國葡萄牙廢除死刑，《澳門刑法典》第三十九條規定不得設死刑，亦不得設永久性、無限期或期間不確定之剝奪自由之刑罰或保安處分。在澳門，有期徒刑上限一般為二十五年，包括謀殺及叛國等嚴重罪行在內，例外狀況為三十年，如前運輸工務司司長歐文龍便因多宗受賄罪而被判監29年。

## 台灣
依據《中華民國刑法》第33條，無期徒刑是主刑的一種。因為期間無限，所以稱無期。依據第35條，無期徒刑比死刑輕，比有期徒刑、拘役及罰金重。中華民國刑法對於無期徒刑的其他重要規定有：
- 第37條（褫奪公權之宣告）：宣告死刑或無期徒刑者，宣告褫奪公權終身，自裁判確定時發生效力。
- 第51條（數罪併罰之方法）：宣告多數無期徒刑者，執行其一。宣告之最重刑為無期徒刑者，不執行他刑。但罰金及從刑不在此限。
- 第63條（老幼處刑之限制）：未滿18歲人或滿80歲人犯罪者，不得處死刑或無期徒刑，本刑為死刑或無期徒刑者，減輕其刑。
- 第64條：死刑不得加重，死刑減輕者，為無期徒刑。
- 第65條（無期徒刑加重之限制與減輕）：無期徒刑不得加重。無期徒刑減輕者，為20年以下15年以上有期徒刑。
- 第77條（假釋之要件）：受徒刑之執行而有後悔實據者，無期徒刑逾25年，有期徒刑逾2分之1、累犯逾3分之2，由監獄報請法務部，得許假釋出獄。
- 第79條（假釋之效力）：在無期徒刑假釋後滿20年或在有期徒刑所餘刑期內未經撤銷假釋者，其未執行之刑，以已執行論。

中華民國過去曾有許多本刑是唯一死刑的罪名，但大多數已廢止或本刑修正為死刑或無期徒刑，而部份本刑原為死刑或無期徒刑的罪名，本刑相應修正為死刑、無期徒刑或12年以上有期徒刑。
目前中華民國相關法律沒有不得假釋的無期徒刑，假釋條件在2005年刑法修改之後為至少服刑滿25年才有機會申請假釋，修改之前的無期徒刑假釋門檻為至少服刑15年。
違憲判決
- 刑法第77條第3項規定：無期徒刑裁判確定前逾一年部分之羈押日數算入第一項已執行之期間內；經2021年2月15日大法官〈釋字第801號〉宣告違憲，解釋公布之日起 失其效力。
- 刑法第79條之1第5項規定：無期徒刑者若再犯而遭撤銷假釋執行殘餘刑期者，需直接服滿25年刑期；經2024年3月15日憲法法庭（原大法官會議）〈113年憲判字第2號〉判決部分違憲，於本判決宣示之日起屆滿2年時 失其效力，至2026年3月15日若未完成修法，相關機關就無期徒刑撤銷假釋執行殘餘刑期的個案，應依本判決意旨，另為符合比例原則的適當處置，非必須執行固定殘餘刑期滿20年或25年。

## 美國
在2012年時，有多於159,000名終身監禁者正在服刑，其中有50,000名沒有假釋機會。

## 各地无期徒刑制度
| 国家/地区      | 无期徒刑制度          | 入狱之后可申请假释的最少已服刑期                                                   | 最多判決刑期               | 预防精神疾病治疗之刑事處分 | 强制性判决罪名 | 其他非強制性判決罪名 | 未成年人                                                           | 赦免制度                                                                               |
| -------------- | --------------------- | ---------------------------------------------------------------------------------- | -------------------------- | -------------------------- | --- | --- | ------------------------------------------------------------------ | -------------------------------------------------------------------------------------- |
| 阿富汗         | 有                    | 25年                                                                               | 无                         | 有                         | 谋杀，强奸，抢劫，鸡奸 | 叛国，贩卖毒品 | 有                                                                 | 由总统                                                                                 |
| 阿根廷         | 有                    | 20年                                                                               | 无                         | 有                         | 有加重罪行情况的谋杀，谋杀家庭成员/警察，警察犯谋杀 | 连续强奸 | 未知                                                               | 由總統/省长（根据执法区法律）                                                          |
| 奥地利         | 有                    | 15年                                                                               | 无                         | 有                         | 种族灭绝 | 谋杀，贩卖毒品集团头目，参与纳粹运动，生产/分散作战时用生化武器，绑架，抢劫，导致受害者死亡的强奸/法定强奸，导致多人死亡的海上/空中海盗行为，导致多人死亡的纵火罪 | 最多20年                                                           | 由總統                                                                                 |
|                | 有                    | 10年/20年/25年/法官視個案另定                                                      | 无                         | 有                         | 谋杀警察/其他公务员，谋杀（南澳，昆州，北领地）劫持飞机 | 叛国，恐怖主义行为，强奸，对儿童的性侵 | 18岁以下必要指定最少坐牢刑期                                       | 由聯邦或各省總督                                                                       |
|                | 有                    | 一般20-30年刑期后由总统赦免                                                        | 无                         | 无                         | 谋杀，恐怖主义行为，战争罪，种族灭绝 | 贩卖毒品/人口，抢劫，强奸 | 有                                                                 | 由總統                                                                                 |
| 白俄羅斯       | 有                    | 最多25年                                                                           | 无                         | 未知                       | 未知 | 未知 | 最多15年                                                           | 未知                                                                                   |
| 比利时         | 有                    | 10年，累犯16年                                                                     | 无                         | 未知                       | 未知 | 未知 | 未知                                                               | 未知                                                                                   |
| 玻利维亚       | 无                    | 根据判决不同                                                                       | 最多30年                   | 无                         | 不適用 | 不適用 | 未知                                                               | 不適用                                                                                 |
|                | 无                    | 根据判决不同                                                                       | 最多40年                   | 无                         | 不適用 | 不適用 | 未知                                                               | 不適用                                                                                 |
| 巴西           | 无（战争时期以外）    | 根据判决不同                                                                       | 最多30年                   | 无                         | 不適用 | 不適用 | 未知                                                               | 不適用                                                                                 |
| 保加利亚       | 有                    | 20年/（根据罪名不同）                                                              | 无                         | 有                         | 无 | 加重罪行谋杀/绑架/抢劫，叛国，间谍行为，战争罪，种族灭绝，士兵逃亡（战争时期） | 最多12年                                                           | 由總統                                                                                 |
| 加拿大         | 有                    | 7-25年                                                                             | 无                         | 有                         | 叛国，谋杀，危害人类罪 | 贩卖毒品，加重罪行性侵，误杀，绑架，抢劫，恐怖主义行为，战争罪 | 有（若由成年人身份审讯）                                           | 由司法部部长                                                                           |
| 哥伦比亚       | 无                    | 根据判决不同                                                                       | 最多30年                   | 无                         | 不適用 | 不適用 | 未知                                                               | 不適用                                                                                 |
| 智利           | 有                    | 20年/无                                                                            | 无                         | 有                         | 谋杀 | 未知 | 未知                                                               | 由總統                                                                                 |
| 中华人民共和国 | 有                    | 13-25年/（部分贪污罪，由法院决定）                                                 | 无                         | 有                         | 贩卖毒品、贪污受贿数额特别巨大 | 严重危害国家安全罪和其他严重刑事罪，轮奸妇女，走私毒品/武器彈藥，死刑缓期转为无期（被判死刑缓期二年执行的罪犯，在缓期执行期间没有故意犯罪） | 有                                                                 | 由法庭、全國人大決定（國家主席公佈）                                                   |
|                | 无                    | 根据判决不同                                                                       | 40年                       | 无                         | 不適用 | 不適用 | 不適用                                                             | 不適用                                                                                 |
| 古巴           | 有                    | 无                                                                                 | 无                         | 无                         | 谋杀、贩卖毒品 | 未知 | 有                                                                 | 由國務委員會主席                                                                       |
| 賽普勒斯       | 有                    | 最多20年                                                                           | 无                         | 未知                       | 未知 | 未知 | 未知                                                               | 未知                                                                                   |
| 捷克           | 有                    | 最多20年                                                                           | 无                         | 无                         | 无 | 一些谋杀罪，叛国，恐怖主义行为，种族灭绝，绑架，强奸 | 不適用                                                             | 未知                                                                                   |
| 丹麦           | 有                    | 12年                                                                               | 未知                       | 有                         | 未知 | 未知 | 最多15年                                                           | 12年后，可向司法部部长，由君主批准                                                     |
|                | 无                    | 根据判决不同                                                                       | 最多30年                   | 无                         | 不適用 | 不適用 | 未知                                                               | 不適用                                                                                 |
|                | 无                    | 根据判决不同                                                                       | 25年，特殊情况下35年       | 无                         | 不適用 | 不適用 | 未知                                                               | 不適用                                                                                 |
| 爱沙尼亚       | 有                    | 无                                                                                 | 无                         | 有                         | 未知 | 未知 | 最多10年                                                           | 由總統                                                                                 |
| 芬兰           | 有                    | 法庭赦免12年，总统赦免任何时候                                                     | 无                         | 有                         | 谋杀，故意杀害警察 | 种族灭绝，叛国，间谍行为，战争犯罪，杀害恐怖主义行为 | 18岁以下最多可判15年，21以下牢满10年后可申请假释                   | 由總統，赫尔辛基上诉法院                                                               |
| 法國           | 有                    | 18-30年                                                                            | 无                         | 有                         | 无 | 加重罪行谋杀，酷刑，叛国，恐怖主义行为，贩卖毒品，危害人类罪，战争罪，强奸 | 最多20年（16岁以下）                                               | 由總統批准，总理与司法部部长副署                                                       |
| 德国           | 有                    | 最少15年                                                                           | 无                         | 无                         | 谋杀，种族灭绝，危害人类罪，对个人的战争罪 | （多项） | 10年                                                               | 由總統，州长                                                                           |
| 匈牙利         | 有                    | 20-40年                                                                            | 无                         | 有                         | 谋杀（三次暴力犯罪后） | 种族灭绝，叛国 | 18岁以下没；最多可判15年                                           | 由總統                                                                                 |
| 香港           | 有                    | 法官指定（無限期醫院令原則上最少25年，實際上多數無；亦有少數例子少於25年可獲假釋） | 无                         | 有                         | 谋杀（無限期醫院令：精神病患不穩定時，適用於任何罪行） | 叛國（依《港區國安法》指明情況）、縱火 | 18岁以下必要指定最少坐牢刑期（無限期醫院令：有，不分年齡）         | 行政長官，在長期監禁刑罰覆核委員會的推荐下（無限期醫院令須再經獄醫批准，通常不得假釋） |
| 冰島           | 有                    | 25年                                                                               | 无                         | 无                         | 谋杀，恐怖主义行为，贩卖毒品/人口 | 暴力重罪，走私（毒品/人口以外） | 最多可判16年                                                       | 由總統                                                                                 |
| 印度           | 有                    | 14年/法官視個案另定                                                                | 无                         | 有                         | 谋杀，强奸，抢劫 | 绑架 | 有                                                                 | 總統/政府                                                                              |
| 印度尼西亞     | 有                    | 无                                                                                 | 无                         | 有                         | 谋杀，恐怖主义行为，绑架，强奸，叛国 | 未知 | 未知                                                               | 由總統                                                                                 |
| 爱尔兰         | 有                    | 12-30年/法官視個案另定                                                             | 无                         | 有                         | 谋杀，叛国，用注射器侵犯人身等 | （多项） | 未知                                                               | 由總統                                                                                 |
| 以色列         | 有                    | 13-30年                                                                            | 无                         | 有                         | 谋杀 | 企图谋杀而绑架儿童 | 有                                                                 | 由總統                                                                                 |
| 義大利         | 有                    | 21-26年                                                                            | 无                         | 有                         | 谋杀，恐怖主义行为，参与黑手党，贩卖毒品/人口，叛国 | 加重罪行性侵犯/抢劫，贩卖枪支 | 最多20年（16岁以下）                                               | 由總統                                                                                 |
| 牙买加         | 有                    | 10-30年/法官視個案另定                                                             | 无                         | 有                         | 未知 | 未知 | 未知                                                               | 未知                                                                                   |
| 日本           | 有                    | 10年                                                                               | 无                         | 无                         | 未知 | 未知 | 有                                                                 | 由天皇                                                                                 |
|                | 有                    | 25年                                                                               | 无                         | 有                         | 未知 | 未知 | 最多20年                                                           | 未知                                                                                   |
| 基里巴斯       | 有                    | 5-25年/无                                                                          | 无                         | 未知                       | 未知 | 未知 | 未知                                                               | 未知                                                                                   |
|                | 有                    | 无                                                                                 | 无                         | 有                         | 未知 | 未知 | 未知                                                               | 未知                                                                                   |
| 拉脫維亞       | 有                    | 20年                                                                               | 无                         | 未知                       | 未知 | 未知 | 未知                                                               | 未知                                                                                   |
| 澳門           | 无                    | 根据判决不同                                                                       | 25年，特殊情况下30年       | 无                         | 不適用 | 不適用 | 16岁以下不会被处以徒刑，16岁以上与成年人同样是25年，特殊情况下30年 | 不適用                                                                                 |
| 马来西亚       | 有                    | 20年                                                                               | 无                         | 有                         | 谋杀，与毒品有关罪名，严重枪支/弹药/炸药罪名，恐怖主义行为，强奸，攻击君主，对议会暴力行为，叛国 | 未知 | 等候元首/州统治者/州长发落                                         | 由最高元首/联邦赦免委员会，或州统治者/州长/州赦免委员会                                |
| 墨西哥         | 无                    | 根据判决不同                                                                       | 60年                       | 无                         | 不適用 | 不適用 | 未知                                                               | 不適用                                                                                 |
| 荷蘭           | 有                    | 无                                                                                 | 无                         | 有                         | 谋杀 | 攻击君主，对议会的暴力行为，谋杀，误杀，恐怖主义行为，叛国 | 12岁以下：不可检举 12岁-16岁：最多10年 16-18岁最多20年             | 由君主                                                                                 |
| 尼泊尔         | 无                    | 根据判决不同                                                                       | 20年                       | 无                         | 不適用 | 不適用 | 未知                                                               | 不適用                                                                                 |
| 新西兰         | 有                    | 10年/17年/20年/无（法官据案指定）                                                  | 无                         | 有                         | 谋杀，叛国 | 误杀，有关毒品罪名 | 18岁以下必要指定最少坐牢刑期                                       | 總督                                                                                   |
| 奈及利亞       | 有                    | 无                                                                                 | 无                         | 有                         | 未知 | 未知 | 不適用                                                             | 未知                                                                                   |
|                | 有                    | 无                                                                                 | 无                         | 有                         | 谋杀、间谍行为、叛国 | 未知 | 有                                                                 | 由最高人民会议常任委员会委员长                                                         |
| 挪威           | 无                    | 根据判决不同                                                                       | 最多21年                   | 无                         | 不適用 | 不適用 | 未知                                                               | 不適用                                                                                 |
| 巴基斯坦       | 有                    | 25年                                                                               | 无                         | 未知                       | 未知 | 未知 | 未知                                                               | 未知                                                                                   |
| 秘魯           | 有                    | 30年                                                                               | 无                         | 有                         | 可加重罪行谋杀/强奸，大范围贩卖毒品，叛国，恐怖主义行为 | 严重贩卖强制/人口 | 在特殊情况下有                                                     | 由總統                                                                                 |
| 波蘭           | 有                    | 25年以上/法官視個案另定                                                            | 无                         | 无                         | 二次大战时期的战争/种族灭绝 | 种族灭绝、战争罪、叛国、谋杀、试图暗杀波兰总统 | 18岁以下最多25年                                                   | 總統/通过议会的法案                                                                    |
| 葡萄牙         | 无                    | 根据判决不同                                                                       | 25年                       | 无                         | 不適用 | 不適用 | 未知                                                               | 不適用                                                                                 |
| 羅馬尼亞       | 有                    | 20年                                                                               | 无                         | 未知                       | 未知 | 未知 | 未知                                                               | 未知                                                                                   |
| 刚果共和国     | 无                    | 根据判决不同                                                                       | 30年                       | 无                         | 不適用 | 不適用 | 未知                                                               | 不適用                                                                                 |
| 俄羅斯         | 有（限于18-65岁男性） | 最多25年                                                                           | 女性30年，65岁以上男性     | 无                         | 无。无期徒刑限于18-65岁男性 | 多 | 18岁以下10年                                                       | 由總統                                                                                 |
| 斯洛伐克       | 有                    | 25年                                                                               | 无                         | 未知                       | 未知 | 未知 | 未知                                                               | 未知                                                                                   |
|                | 有                    | 无                                                                                 | 无                         | 无                         | 谋杀，强奸，抢劫 | 鸡奸，通奸，危害人类罪 | 有                                                                 | 由總統                                                                                 |
| 南非           | 有                    | 10-25年                                                                            | 无                         | 无                         | 一些谋杀案，强奸，抢劫 | 未知 | 未知                                                               | 未知                                                                                   |
| 瑞士           | 有                    | 10年/法官視個案另定                                                                | 无                         | 有                         | 无 | 可加重罪行谋杀/劫持人质，种族灭绝，危害国家独立 | 15-17岁最多4年、15岁以下不判監禁                                   | 议会                                                                                   |
| 瑞典           | 有                    | 10年                                                                               | 无                         | 有                         | 无 | 谋杀，绑架，纵火，战争罪，间谍行为，阴谋破坏 | 21岁以上                                                           | 厄勒布鲁地方法庭                                                                       |
| 新加坡         | 有                    | 20年                                                                               | 无                         | 有                         | 劫持飞机、海盗行为以及被捕时非凡拥有枪支 | 以跑腿身份贩毒、无意图致死的蓄意谋杀罪、走私枪支、误杀、公务员失信罪、蓄意严重伤人等30余罪名 | 14岁以下不可判刑，年龄14至17岁可判终身监禁                         | 總統特赦                                                                               |
|                | 有                    | 20年                                                                               | 无                         | 未知                       | 叛国、导致死亡的强奸/抢劫、纵火、谋杀家庭成员 | 未知 | 最多15年，一些暴力犯罪20年                                         | 總統于国会                                                                             |
| 斯洛維尼亞     | 无                    | 根据判决不同                                                                       | 40年                       | 无                         | 不適用 | 不適用 | 未知                                                               | 不適用                                                                                 |
| 西班牙         | 无                    | 根据判决不同                                                                       | 30年，有关恐怖主义罪名40年 | 无                         | 不適用 | 不適用 | 未知                                                               | 不適用                                                                                 |
| 中華民國       | 有                    | 25年/三振條款除外                                                                  | 无                         | 有                         | 外患罪、內亂罪、暴動內亂罪、通謀開戰罪、加重助敵罪、通謀喪失領域罪首謀(未遂犯亦同)，殺害直系尊親屬罪，製造、運輸及贩卖第一級毒品，對未成年者及身心障礙人士行強暴、猥褻等妨害性自主行為而致人於死者，陸海空軍刑法部分罪名 | 單純助敵罪，戰時敵前抗命或擅離職守而致軍事上之不利者、戰時在同一戰線或戰場內，坐視友軍危殆不為救援者，預謀致人於死者，恐嚇、強暴、傷害及擄人勒贖而致人於死者，縱火罪，製造、運輸及販賣第二級毒品，對未成年者及身心障礙人士行強暴、猥褻等妨害性自主行為而致人重傷者，陸海空軍刑法部分罪名 | 无                                                                 | 由總統                                                                                 |
| 土耳其         | 有                    | 20-40年，政治犯罪情况下無                                                          | 无                         | 有                         | 谋杀，贩卖人口/毒品，恐怖主义行为，军事/政治罪名 | | 未成年人最多24年                                                   | 由總統                                                                                 |
| 英格兰及       | 有                    | 15-40年/法官視個案另定                                                             | 无                         | 有                         | 谋杀 | 所有普通法系罪名，强奸，严重身体伤害，叛国，抢劫 | 无                                                                 | 司法大臣，英國君主，议会                                                               |
| 苏格兰         | 有                    | 15-35年/法官視個案另定                                                             | 无                         | 有                         | 谋杀 | 未知 | 无                                                                 | 苏格兰司法部部长，英國君主，議會                                                       |
| 北爱尔兰       | 有                    | 15-35年/法官視個案另定                                                             | 无                         | 无                         | 谋杀 | 未知 | 未知                                                               | 1998年的贝尔法斯特协议                                                                 |
| 乌克兰         | 有                    | 25年                                                                               | 未知                       | 无                         | 可加重罪行谋杀 | 未知 | 最多15年                                                           | 由總統                                                                                 |
| 美国           | 有                    | 根据罪名不同                                                                       | 无                         | 有                         | 各州不同 | 各州不同 | 谋杀罪名以外，没                                                   | 由總統/州长（根据执法区法律）                                                          |
| 乌拉圭         | 无                    | 根据判决不同                                                                       | 30年                       | 无                         | 不適用 | 不適用 | 未知                                                               | 不適用                                                                                 |
|                | 有                    | 25年                                                                               | 无                         | 未知                       | 可加重罪行谋杀，恐怖主义行为 | 未知 | 未知                                                               | 未知                                                                                   |
| 梵蒂冈         | 有                    | 无                                                                                 | 无                         | 无                         | （企图）暗杀教宗，恐怖主义行为，叛国，谋杀 | 贩卖毒品/人口/枪支 | 在特殊情况下有                                                     | 由教宗                                                                                 |
| 委內瑞拉       | 无                    | 根据判决不同                                                                       | 30年                       | 无                         | 不適用 | 不適用 | 未知                                                               | 不適用                                                                                 |
| 越南           | 有                    | 无                                                                                 | 无                         | 有                         | 未知 | 未知 | 18岁以下最多18年，16岁以下14年                                     | 由國家主席                                                                             |